# Apolysis petiolata
Apolysis petiolata är en tvåvingeart som beskrevs av Axel Leonard Melander 1946. Apolysis petiolata ingår i släktet Apolysis och familjen svävflugor. Inga underarter finns listade i Catalogue of Life.